# Freshwater (Baía de Placentia)
 Coordenadas : formato inválido

Freshwater é uma comunidade localizada na província canadense de Terra Nova e Labrador. A comunidade se localiza na Baía de Placentia.